# I. e. 185
Évszázadok: i. e. 3. század – i. e. 2. század – i. e. 1. század
Évtizedek: i. e. 230-as évek – i. e. 220-as évek – i. e. 210-es évek – i. e. 200-as évek – i. e. 190-es évek – i. e. 180-as évek – i. e. 170-es évek – i. e. 160-as évek – i. e. 150-es évek – i. e. 140-es évek – i. e. 130-as évek
Évek: i. e. 190 – i. e. 189 – i. e. 188 – i. e. 187 –  i. e. 186 – i. e. 185 – i. e. 184 – i. e. 183 – i. e. 182 – i. e. 181 – i. e. 180

## Események

### Róma
- Appius Claudius Pulchert és Marcus Sempronius Tuditanust választják consulnak.
- Apuliában nagyarányú rabszolgalázadás tör ki. Leverése és az útonállással foglalkozó pásztorok elfogása után mintegy hétezer embert ítélnek el.
- Hispaniában a lázadó hispánok megverik C. Calpurnius és L. Quinctius praetor seregét és ötezer katonájukat levágják. A praetorok újjászervezik csapataikat és a Tagus folyónál elkeseredett csatában győzelmet aratnak a hispánok fölött.
- Mindkét consul a felkelő ligurok ellen vonul. M. Sempronius az apuani, Ap. Claudius az ingaunus ligurok földjeit pusztítja el és gyújtja fel falvaikat.

### Egyiptom
- V. Ptolemaiosz hadvezére, Konanosz elfogja az i.e. 205 óta tartó felső-egyiptomi felkelés vezérét, Ankmakhiszt és a visszafoglalja Felső-Egyiptomot.

### India
- A Maurja Birodalom egyik hadvezére, Pusjamitra Sunga meggyilkolja Brihadrata császárt, kikiáltja magát uralkodóvá és megalapítja a Sunga-dinasztiát.

## Születések
- Panaitiosz, görög filozófus
- Publius Cornelius Scipio Aemilianus, római hadvezér és államférfi, Karthágó elpusztítója
- II. Kleopátra, egyiptomi királyné

## Halálozások
- Brihadrata Maurja, a Maurja Birodalom uralkodója

## Fordítás
- Ez a szócikk részben vagy egészben  a(z)   185 BC című angol Wikipédia-szócikk ezen változatának fordításán alapul.  Az eredeti cikk szerkesztőit annak laptörténete sorolja fel. Ez a jelzés csupán a megfogalmazás eredetét és a szerzői jogokat jelzi, nem szolgál a cikkben szereplő információk forrásmegjelöléseként.